# Natriumhydrid
Natriumhydrid, NaH, är ett salt av natriumjoner och hydridjoner. NaH är ett vitt pulver med kristallgitter av NaCl-typ. Den används främst som en stark bas inom organisk syntes; pKa för den korresponderande syran är 25. Den deprotonerar med lätthet alkoholer, fenoler, tioler, indoler med mera. Den reagerar med flytande ammoniak under bildande av natriumamid. Den framställs industriellt genom att leda torr vätgas över smält natrium vid temperaturer runt 350 °C. Natriumhydrid är ytterst fuktkänslig och reagerar med vatten under bildande av natriumhydroxid och vätgas, som är mycket brandfarlig. Av säkerhetsskäl levereras ofta natriumhydrid som en dispersion i mineralolja (cirka 60 viktprocent).